# Catedral de Sant Patrici
|  | Per a altres significats, vegeu «Antiga catedral St. Patrick (Nova York)». |

La catedral de Sant Patrici de Nova York, Construïda entre 1853 i 1878, és la catedral més gran dels Estats Units. Situada al barri de gratacels de Midtown, a ple cor de Manhattan, es troba a la cantonada de la Cinquena Avinguda i del carrer 50, a dues passes del Rockefeller Center i no lluny de Central Park. És l'església principal de l'arxidiòcesi de Nova York i va ser construïda al segle xix en estil neogòtic sobre els plànols de l'arquitecte James Renwick Jr.

## Història

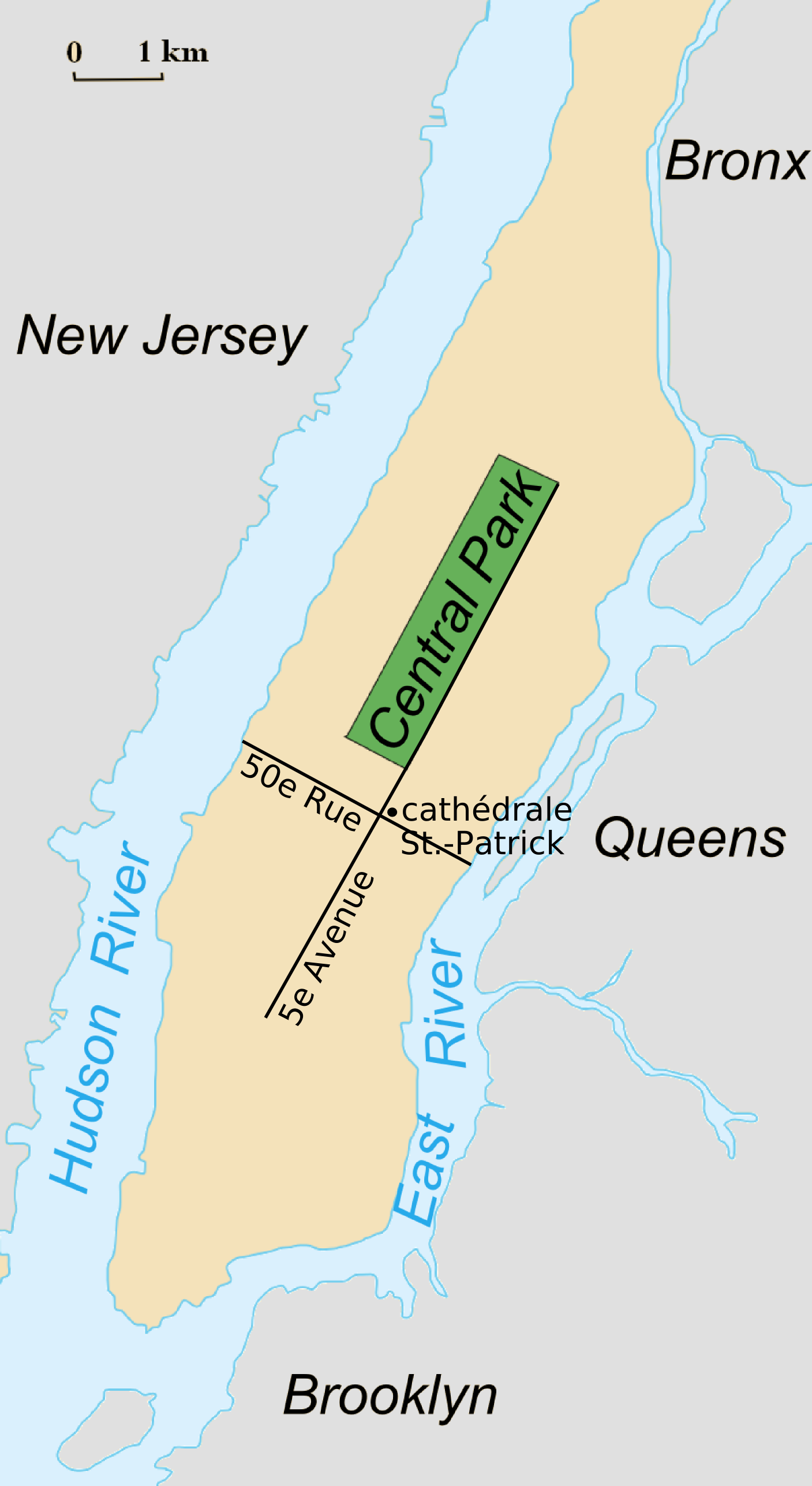
Situació a Manhattan

El 6 de març de 1810, es va comprar un terreny per 11000 dòlars per tal de construir-hi una escola catòlica dirigida per jesuïtes. El projecte és finalment abandonat i l'indret venut el 1813 a l'abat trapenc Dom Augustin Lestrange, exiliat a Amèrica per fugir de les persecucions de les autoritats franceses. Aquest darrer va pensar de condicionar-hi un orfenat per a 33 nens. Amb la caiguda de Napoleó Bonaparte el 1814, la majoria dels Trapencs tornen a França, abandonant la finca. Altres viatgen al Canadà, i acaben construint l'abadia de Saint-Joseph a Spencer. L'orfenat és mantingut per la diòcesi de New York durant el segle xix.
La diòcesi de New York, fundada el 1808 és transformada en arxidiòcesi pel papa Pius IX el 1850. L'arquebisbe John Joseph Hughes pren la decisió de crear un nou lloc de culte per reemplaçar l'antiga església de St. Patrick, situada a la intersecció dels carrers Prince, Mott i Mulberry Street. Aquesta església, la St. Patrick's Old Cathedral, destruïda per un incendi el 1866, és d'altra banda reconstruïda i consagrada el 1868. Actualment, és l'església catòlica més antiga de New York.
La primera pedra de Caen de la nova catedral es posa el 15 d'agost 1858, just al costat de l'orfenat de la diòcesi, a una zona situada al nord, a tocar dels barris més poblats de New York en aquesta època. El taller s'ha d'aturar degut de la guerra de Secessió, per reprendre els treballs el 1865. La catedral, acabada el 1878, és consagrada el 25 de maig de 1879.
La inauguració de la catedral de sant Patrici va ser àmpliament comentada a les pàgines de la revista La Llumanera de Nova York que aquells anys s'editava en català a Nova York.
Entre 1882 i 1884 s'hi afegeixen els edificis de l'arxidiòcesi, seguits de les torres de la façana oest el 1888. A la part est de l'edifici, una capella de la Mare de Déu, dissenyada per Charles T. Matthews, completa el conjunt al començament del segle xx. Els vitralls de la capella de la Mare de Déu són concebuts i realitzades per Paul Vincent Woodroffe, entre 1912 i 1930 a Chipping Camden a Anglaterra. La catedral és renovada entre 1927 i 1931, s'hi instal·len els grans orgues i s'engrandeix el cor.

## Característiques de l'arquitectura

### Exterior

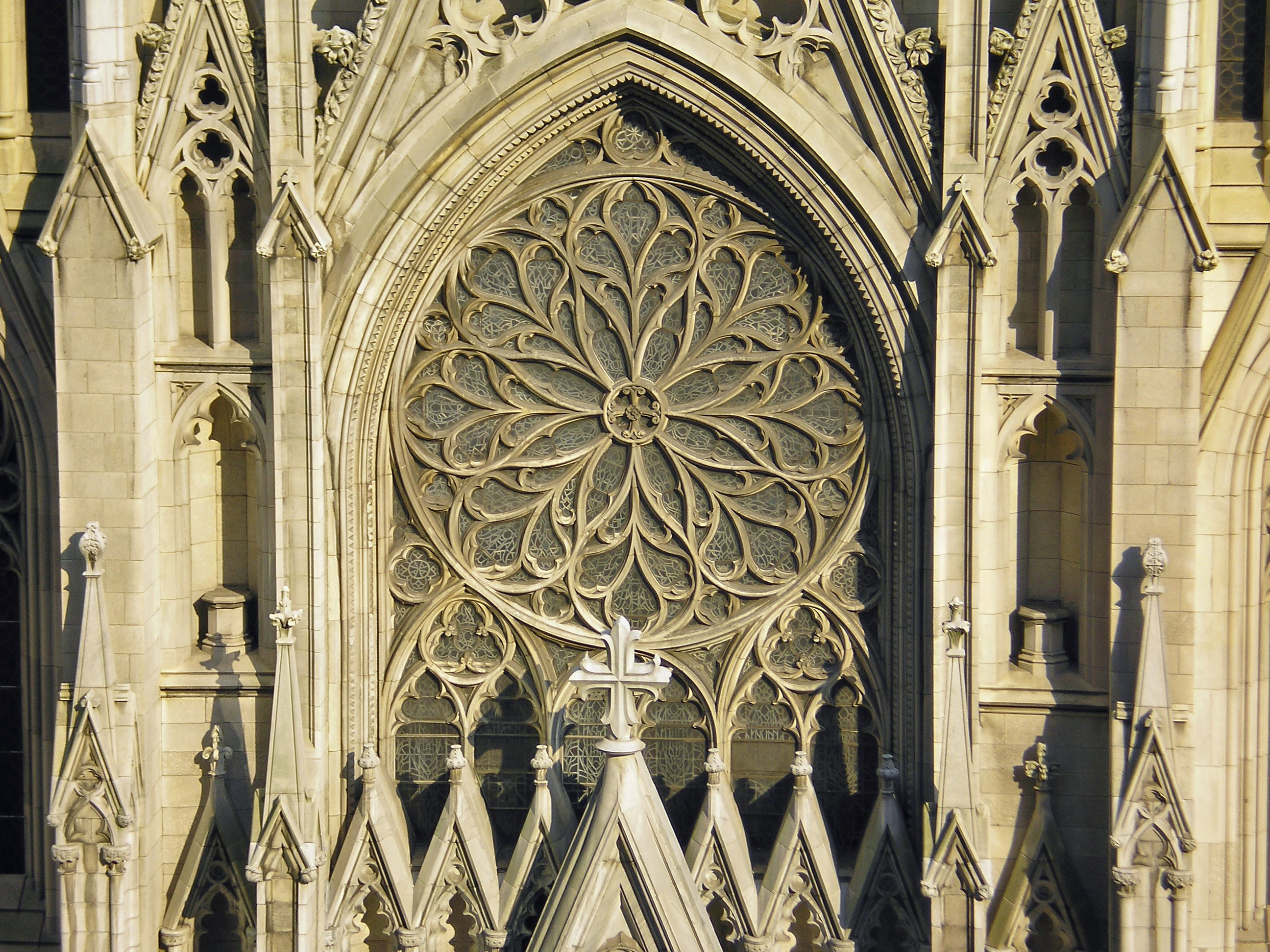
Detall de la façana

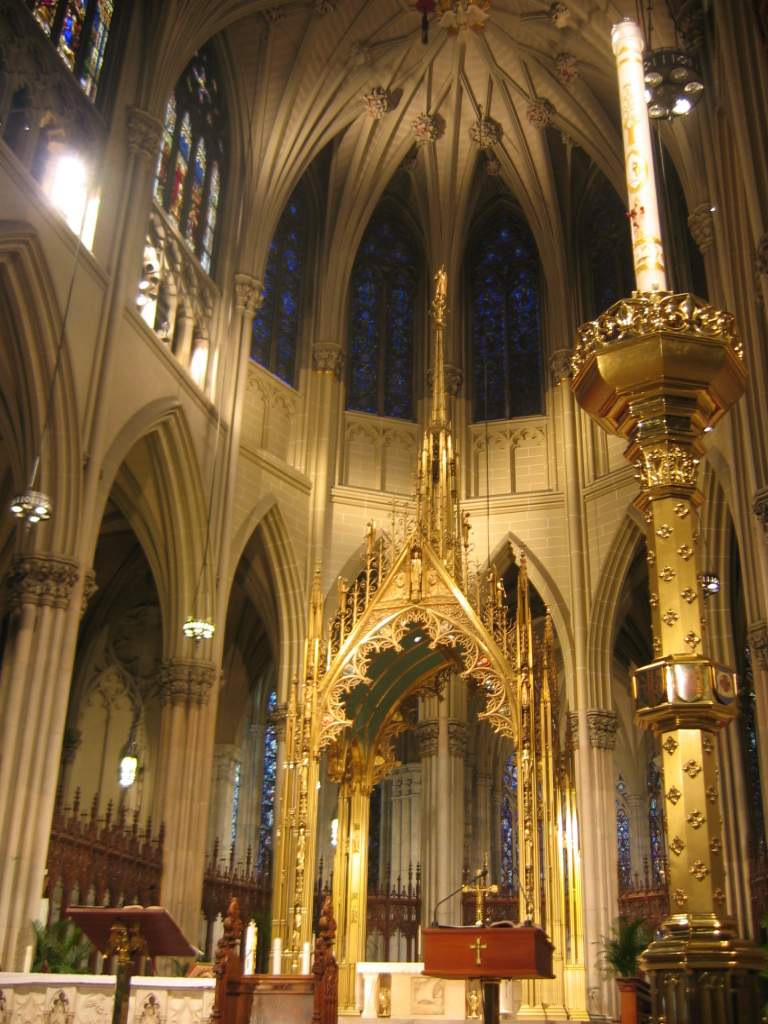
Interior de la catedral

- Les seves dimensions són de 123 metres de longitud per 84 metres d'ample i el seu punt més alt és de 101 metres[3] a cadascuna de les dues puntes que emmarquen la portada occidental. A l'edifici no hi ha arcbotants ni capitells a la creu del transsepte. És la catedral catòlica neogòtica més gran d'Amèrica del Nord.[4]
- La catedral St. Patrick acull cada any aproximadament 5,5 milions de visitants i de fidels.[5]
- La catedral ha estat construïda amb marbre blanc, extret a New York i a Massachusetts
- Els vitralls han estat realitzades per artistes de Chartres, Birmingham, i Boston. La gran rosassa és una obra mestra de Charles Connick. Mesura vuit metres de diàmetre.[6]

### Interior
- L'alçada sota volta és de 34 metres.[7]
- Els altars Sant Miquel i Sant Patrici han estat realitzats per Tiffany & Co.; la de Santa Elisabet és obra de Paolo Medici de Roma.
- El Via Crucis es va endur un premi artístic a la World Columbian Exposition de Chicago el 1893.
- La pietà és tres vegades més imponent que la de Miquel Àngel.
- Un bust de Joan Pau II està situat al darrere de la catedral, per commemorar la seva visita a New York el 1979.
- Francis Spellman, aleshores arquebisbe i més tard cardenal, va intentar una renovació important de la disposició del cor al final dels anys 1930 i al començament dels anys 1940. Se li deu el baldaquí de bronze situat al cor. Igualment, l'altar major i el retaule van ser reemplaçats. L'antic altar major de St. Patrick es troba ara a la capella de la Fordham University al Bronx, barri de Rose Hill.
- Als anys 1980, el cardenal John O'Connor hi va efectuar altres transformacions, destacant la construcció d'un nou altar de pedra al centre del cor, més proper i visible per a la congregació. Es van emprar en la construcció els materials d'altars annexos, desmuntats per tal de desplaçar la pila baptismal al transsepte.

## Orgues
Els orgues originals, concebuts per George Jardine & Son al segle xix, han estat reemplaçats. L'orgue del cor, situat al deambulatori nord, ha estat fabricat a Saint Louis per George Kilgen & Son. Instal·lat el 1928, posseeix 3920 tubs. L'orgue de la gran galeria, del mateix constructor, ha estat muntat el 1930 i disposa de 5918 tubs.
Els orgues poden ser tocats indiferentment a partir de dues consoles equipades amb cinc teclats cadascuna. Disposen en total de 177 registres i més de 9000 tubs.

## Sepultures

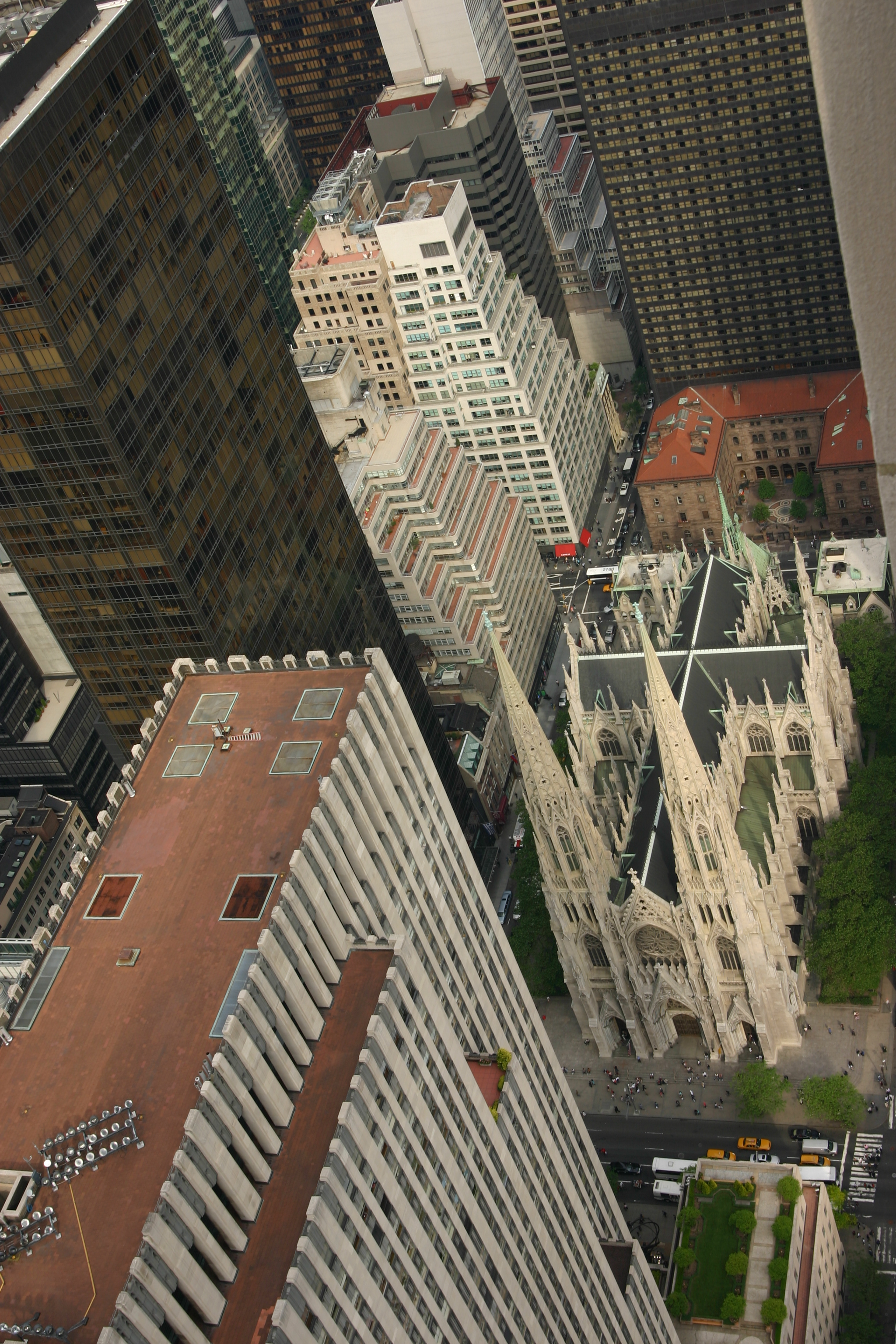
La catedral al peu dels gratacels

- Els vuit antics arquebisbes de New York (del qual sis cardenals) són enterrats a una cripta situada sota l'antic altar major, visible des de l'entrada de la capella de la Mare de Déu al darrere de la catedral. L'antic barret de cerimònia dels cardenals, pla i vermell, anomenat galero, està suspès sobre les seves tombes. El del cardenal Spellman era el mateix que duia el papa Pius XII del temps en què aquest darrer era cardenal. No es troba cap barret sobre les sepultures de Cooke i O'Connor, en ser abolit el port del galero per les reformes del Concili del Vaticà II.
- Pierre Toussaint havia contribuït financerament a la reconstrucció de l'antiga St. Peter Church (la primera església catòlica de New York, el 1785) després que es cremés. També havia recaptat fons per a la construcció de la St. Patrick's Old Cathedral, prop de la que va ser enterrat. Quan el seu procés de canonització va ser obert per John Cardinal O'Connor, aquest darrer va fer transferir les restes de Toussaint del cementiri de St. Patrick's Old Cathedral a la cripta de la catedral actual.
- L'arquebisbe Fulton Sheen, conegut per les seves emissions a la ràdio, «The Catholic Hour» (l'hora catòlica), i a la televisió «Life Is Worth Living» (la vida val la pena de ser viscuda), va ser bisbe auxiliar de l'arxidiòcesi de New York de 1951 a 1966, en una època en què dirigia la Societat per a la propagació de la fe. A la seva mort el 1979, va ser enterrat a la cripta de St. Patrick on hi havia predicat nombroses vegades. Va ser el primer bisbe no novaiorquès de tindre aquest honor pòstum.
- L'arquebisbe John Maguire també és enterrat a la cripta. Molt de temps lligat a l'arxidiòcesi, ha estat coadjunt de New York a l'època dels cardenals Spellman i Terence Cook.
- S'hi troba igualment la tomba de Michael J.Lavelle, rector de la catedral als anys 1930. Es conta com una anècdota no comprovable, que descansa sobre un joc de paraules angleses. Quan Spellman, que venia de Boston, va ser nomenat arquebisbe de New York i va anunciar la seva intenció de renovar el cor de la catedral, Lavelle, novaiorquès i rector de la catedral de feia nombrosos anys, s'hi va oposar. Aquest darrer hauria emprat aleshores l'expressió «over my dead bodi», que pot ser traduït per «mai de la vida», però que vol dir literalment «sobre el meu cadàver». A la mort de Lavelle, Spellman hauria fet una excepció en la regla segons la que només els arquebisbes de New York es podien beneficiar d'una sepultura a la catedral i hauria col·locat les despulles de Lavelle, per tal que el cor de la catedral es trobés «sobre el seu cadàver».

La cripta no és habitualment oberta al públic. Tanmateix, amb la presència de tres candidats a la canonització, Pierre Toussaint, Fulton Sheen i Terence Cook, és possible d'obtenir autoritzacions especials (per exemple per tal de resar per un parent moribund).
Diverses celebritats han tingut funeral a la catedral i són enterrats a un altre lloc. Esportistes: els campions de beisbol Babe Ruth i Billy Martin, dels New York Yankees. L'entrenador de futbol americà Vince Lombardi. Wellington Mara, propietari dels New York Giants. La cantant Celia Cruz, el senador de New York i candidat a la Presidència dels Estats Units Robert Kennedy. Es van celebrar misses especials a St. Patrick després de la desaparició d'Andy Warhol i Joe DiMaggio.